# Altes Rathaus Grünstadt
Das Alte Rathaus ist ein im Stil des Historismus umgebautes Renaissancegebäude in Grünstadt, im rheinland-pfälzischen Landkreis Bad Dürkheim.

## Baubestand

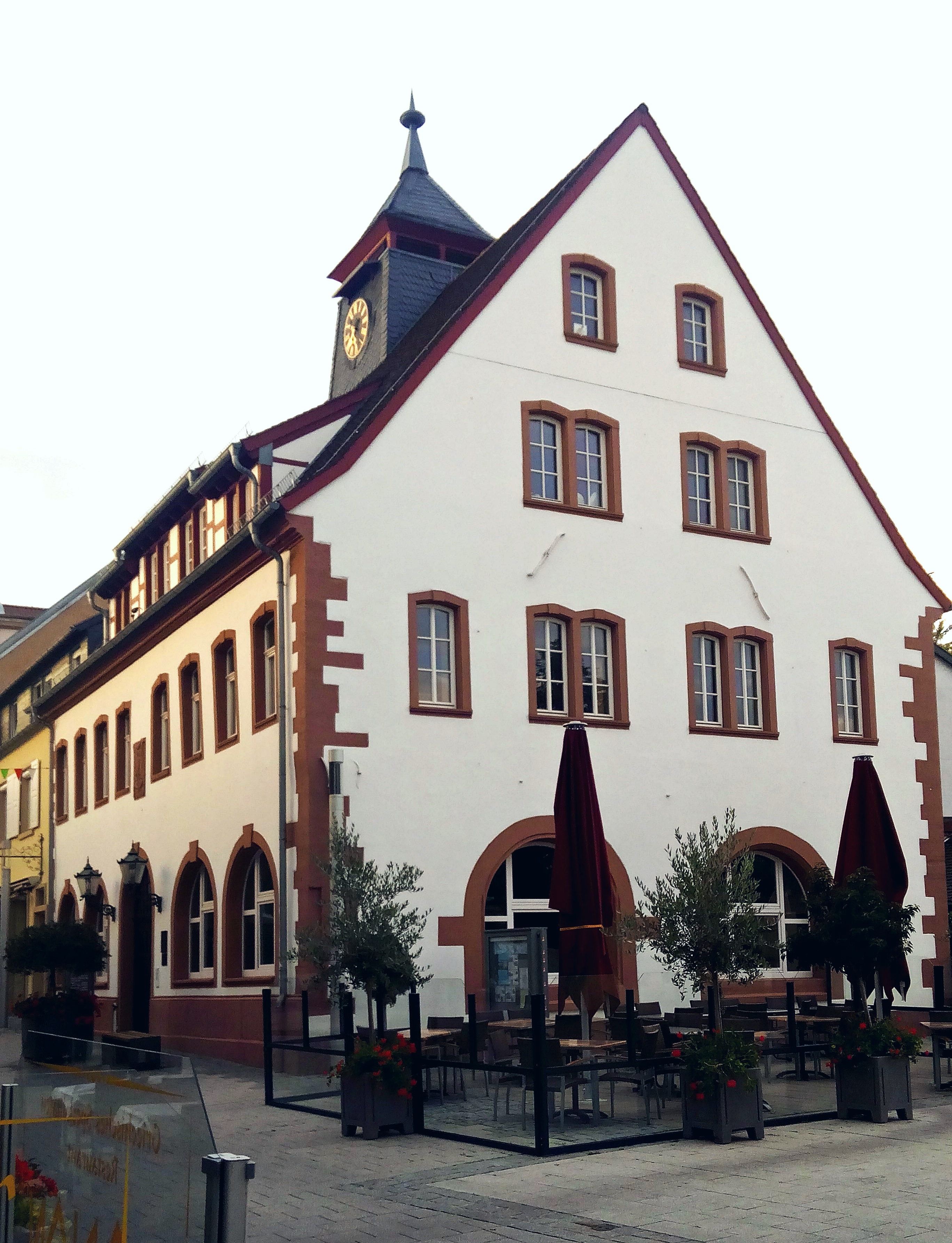
Altes Rathaus von Süden

Es handelt sich um ein viergeschossiges, rechteckiges Profangebäude mit Satteldach und mittigem Dachreiter, das im nördlichen Bereich der Fußgängerzone steht und die Adresse Hauptstraße 84 trägt. In seiner Höhe verbreitert sich die Straße nach Westen hin und bildet den ursprünglichen Marktplatz der Stadt.
Im Untergeschoss hat das Alte Rathaus große Rundbogenfenster und ein Rundbogenportal mit darüber befindlichem Stadt-Wappenstein von 1906. Während die Rundbogenfenster und das Hauptportal der Fassade dem Umbau von 1906 entstammen, befinden sich in den Giebelwänden sowie in der Rückseite noch runde Renaissancefenster mit Stab- bzw. Karniesprofilierung und Ziersockeln. Diese sind im unteren Bereich zugesetzt und bildeten ursprünglich Zugänge zu einer offenen Markthalle im Erdgeschoss des Gebäudes.
In den Obergeschossen hat das Alte Rathaus Stichbogenfenster mit Scheitelsteinen, die von einem Umbau im Jahre 1811 stammen. Damals bekam es einen ähnlich geformten Haupteingang mit entsprechender Jahreszahl, der 1906 durch das jetzige Rundbogenportal ersetzt wurde. Der alte Türsturz von 1811 ist heute im Hof auf der Hausrückseite eingebaut.
Bis 24. Dezember 1944 war das Alte Rathaus Sitz der Stadtverwaltung, die an ihren heutigen Platz umzog, nachdem das Gebäude an jenem Tag durch Fliegerbomben beschädigt wurde. Im nördlichen Erdgeschossteil befindet sich derzeit die Touristeninformation der Stadt, im südlichen der historische Ratssaal von 1906. Er dient heute wegen seines Ambientes als gern genutztes Trauzimmer. Seine Einrichtung wurde gestiftet von den Grafen Karl Emich zu Leiningen-Westerburg und Wilhelm zu Leiningen-Westerburg, deren wappengeschmückte Dedikationsinschrift in den Haupttisch eingelassen ist. Die oberen Geschosse sind Sitz des Stadtmuseums Grünstadt, genannt „Museum im Alten Rathaus“, das vom örtlichen Altertumsverein betrieben wird und eine beachtliche Sammlung zur Geschichte Grünstadts und des Leininger Landes aufweist. Im Treppenhaus hängt u. a. eine ca. 4 Meter lange und 2 Meter breite, kunstvoll, bunt auf Leinwand gemalte Stammbaumtafel des Adelsgeschlechtes Leiningen, 1830 gefertigt von dem späteren österreichischen Feldmarschallleutnant Florian von Macchio, für seinen Regimentskommandeur Graf August Georg zu Leiningen-Westerburg-Neuleiningen, der aus Grünstadt stammte.

## Geschichte

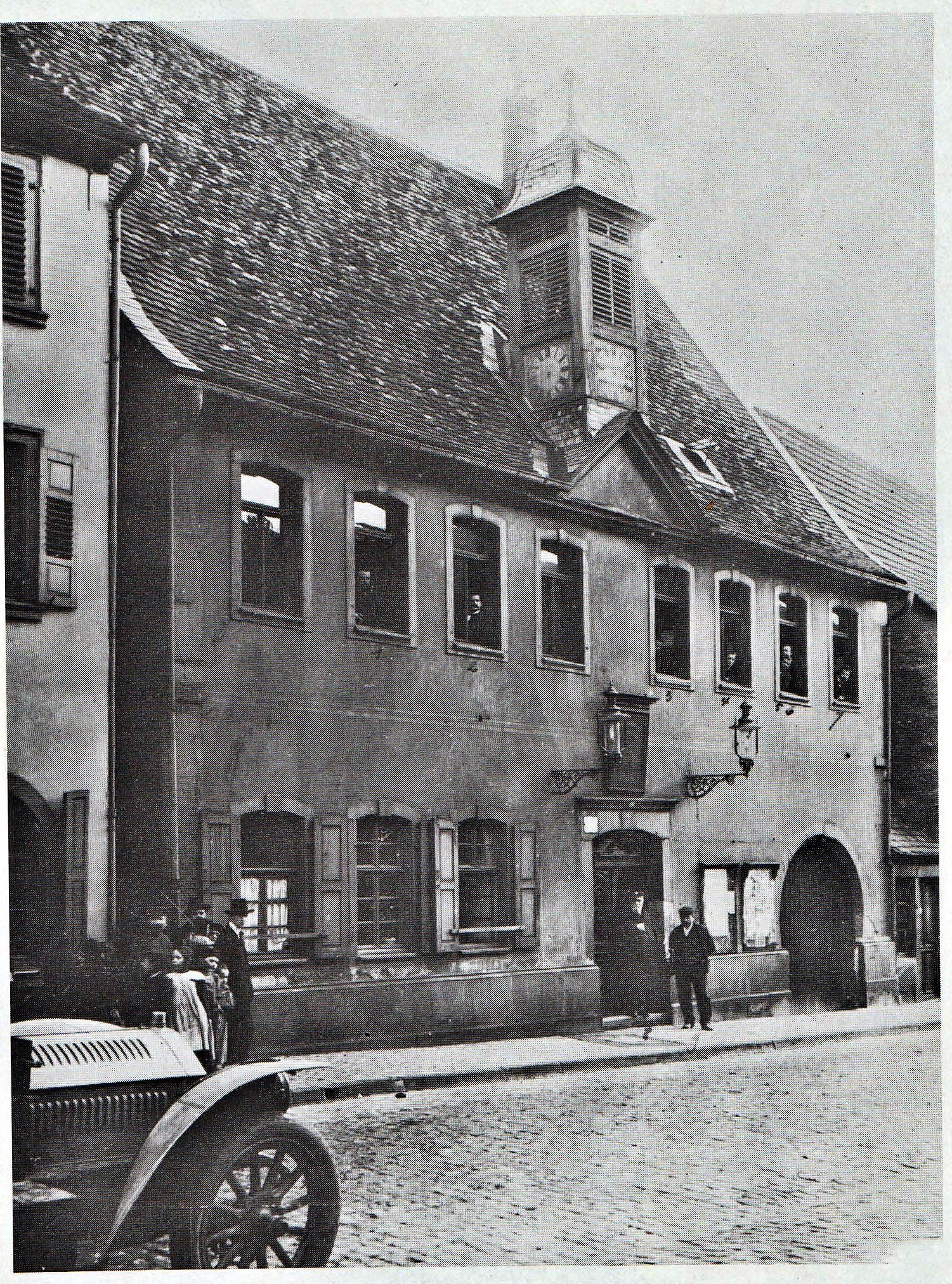
Altes Rathaus Grünstadt, Zustand vor dem Umbau von 1906

Das Alte Rathaus wurde um 1600 am Marktplatz, in der Hauptstraße der Stadt errichtet. Wie erwähnt, befand sich im Untergeschoss eine offene Markthalle, an der Vorderseite existierte eine große Freitreppe, die zu den Amtsräumen im Obergeschoss führte. Laut einem Epitaph für Schultheiß Johann Conrad Fabritius, auf der Südseite der örtlichen Martinskirche, stürzte sich dieser bei einem Unglück im August 1722 auf jener Treppe zu Tode. Im 1. Koalitionskrieg war die Umgebung von Grünstadt öfter umkämpft. Aus dieser Zeit ist überliefert, dass der spätere Marschall Blücher 1794 auf seinem Schimmel die Grünstadter Rathaustreppe hochgeritten sei und eine Ansprache an die Bevölkerung gehalten habe.
Während der französischen Besetzung der Stadt wurde das Rathaus 1811 umgebaut, wobei offenbar die Freitreppe verschwand und der Haupteingang in die Mitte der Straßenseite des Untergeschosses verlegt wurde. Ein kleiner Uhrturm kam auf das Dach, direkt an der Frontseite über den Haupteingang. Es existiert ein Foto aus der Zeit um 1900, welches das Haus in diesem Zustand zeigt.
Beim Umbau von 1906 veränderte man die Fassade in der heutigen Form. Die rechteckige Eingangstür von 1811 wurde entfernt und stattdessen eine große Rundbogenpforte mit flankierenden Rundbogenfenstern eingebaut. Den Dachreiter mit Uhr platzierte man in vergrößerter Form mittig, auf dem Giebel des Satteldaches. In ihm befinden sich heute zwei Glocken; eine größere für den Stundenschlag, von 1906 und eine kleinere für die Viertelstunden, von 1751. Letztere war ursprünglich eine Kirchenglocke und hing schon vor 1906 in dem alten Glockentürmchen. Sie ist die älteste Glocke von Grünstadt, kam vermutlich in der Franzosenzeit hierher und soll vom Jesuitenkloster Dirmstein stammen.

## Galerie

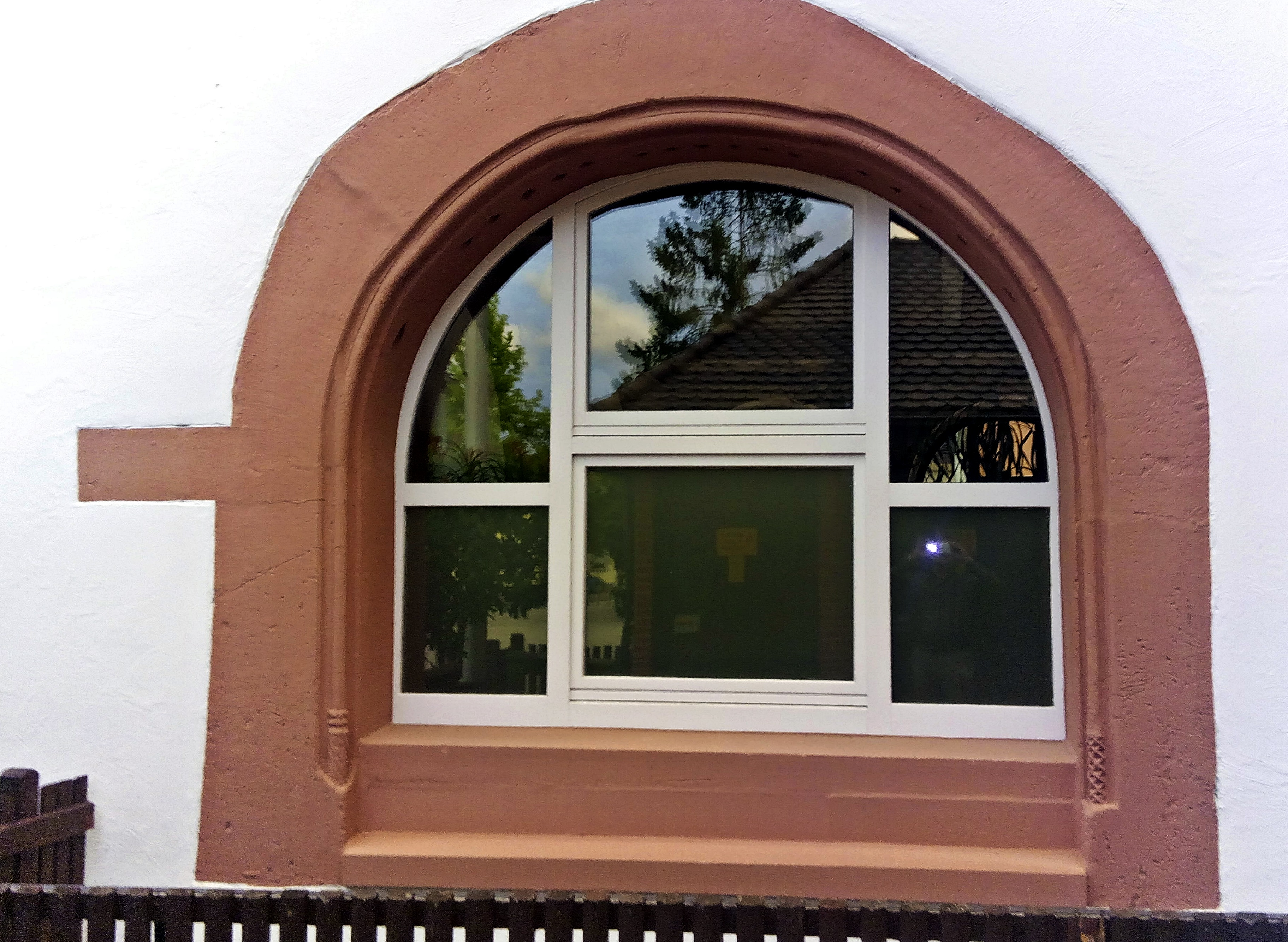
Renaissancefenster Ostseite
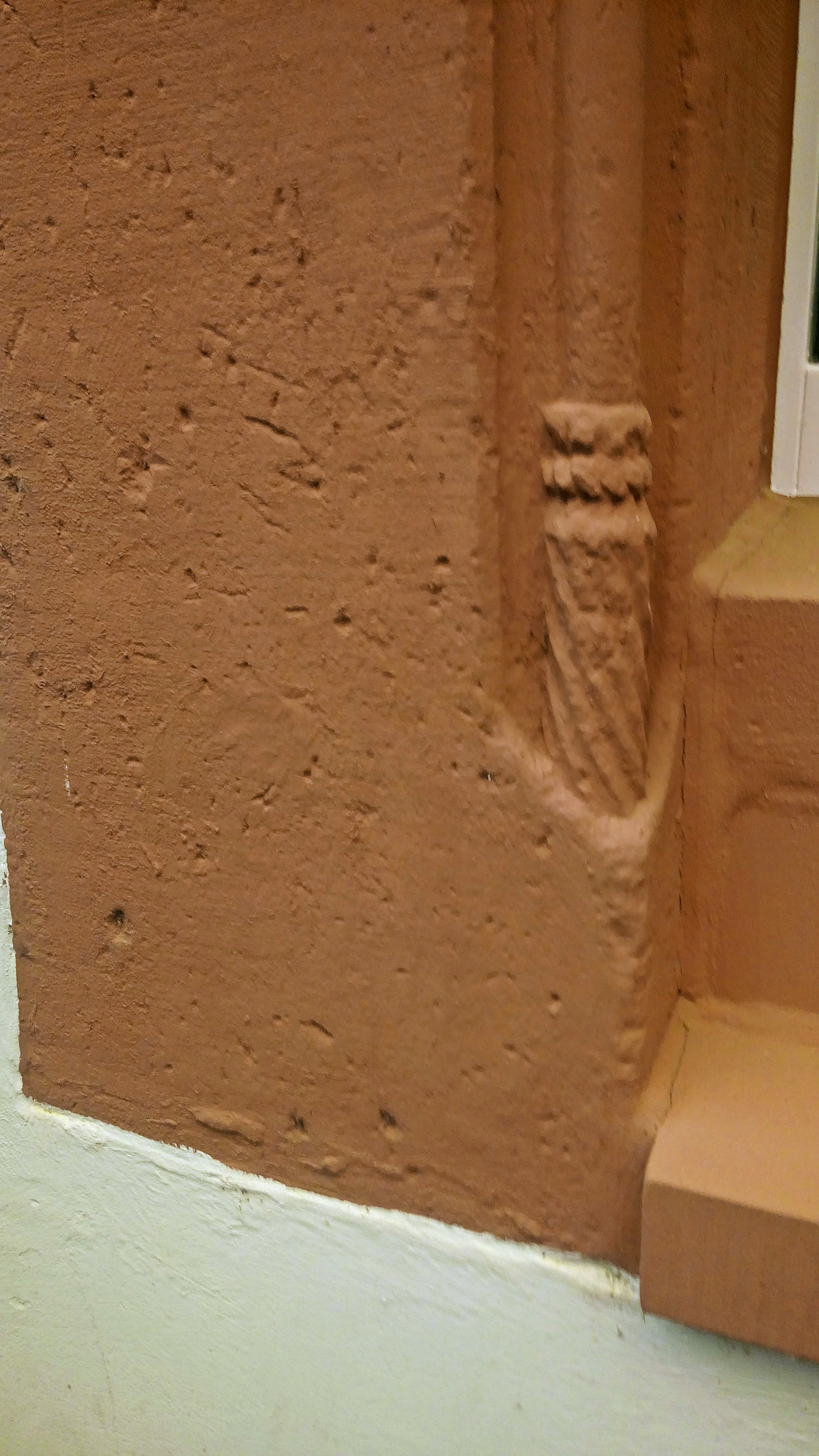
Renaissance- fenster Ostseite, Detail
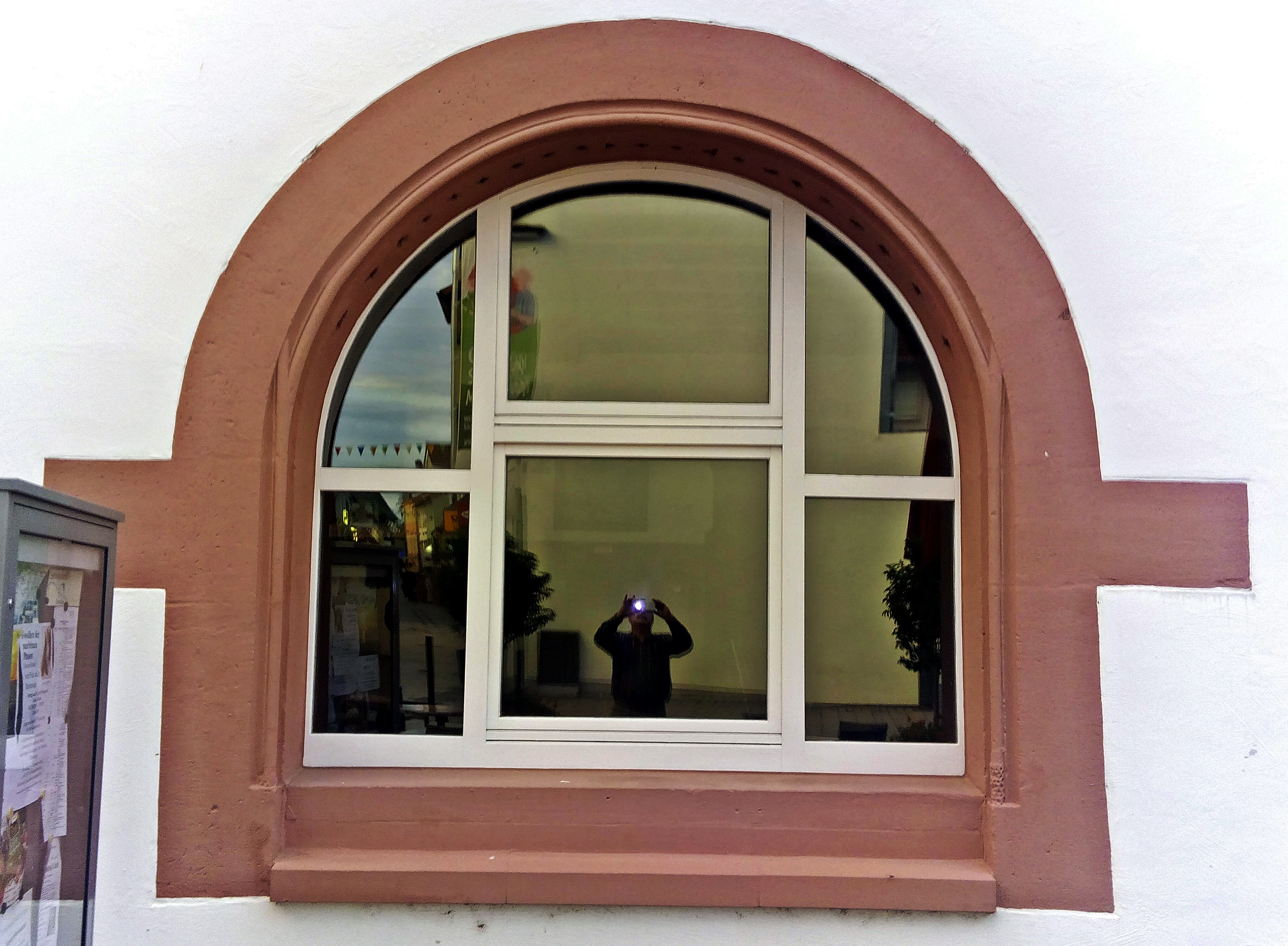
Renaissancefenster Südseite
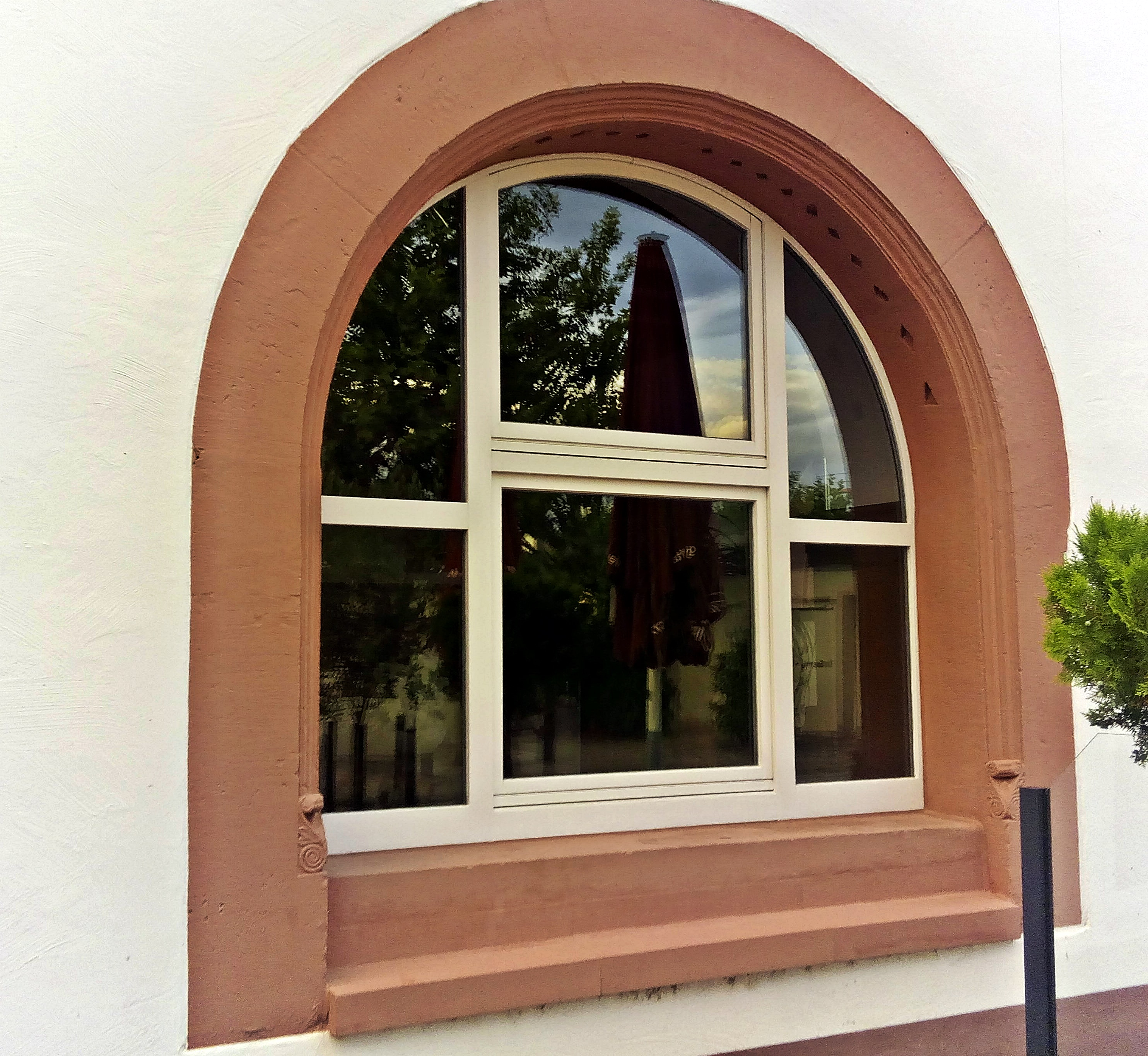
Renaissancefenster Südseite
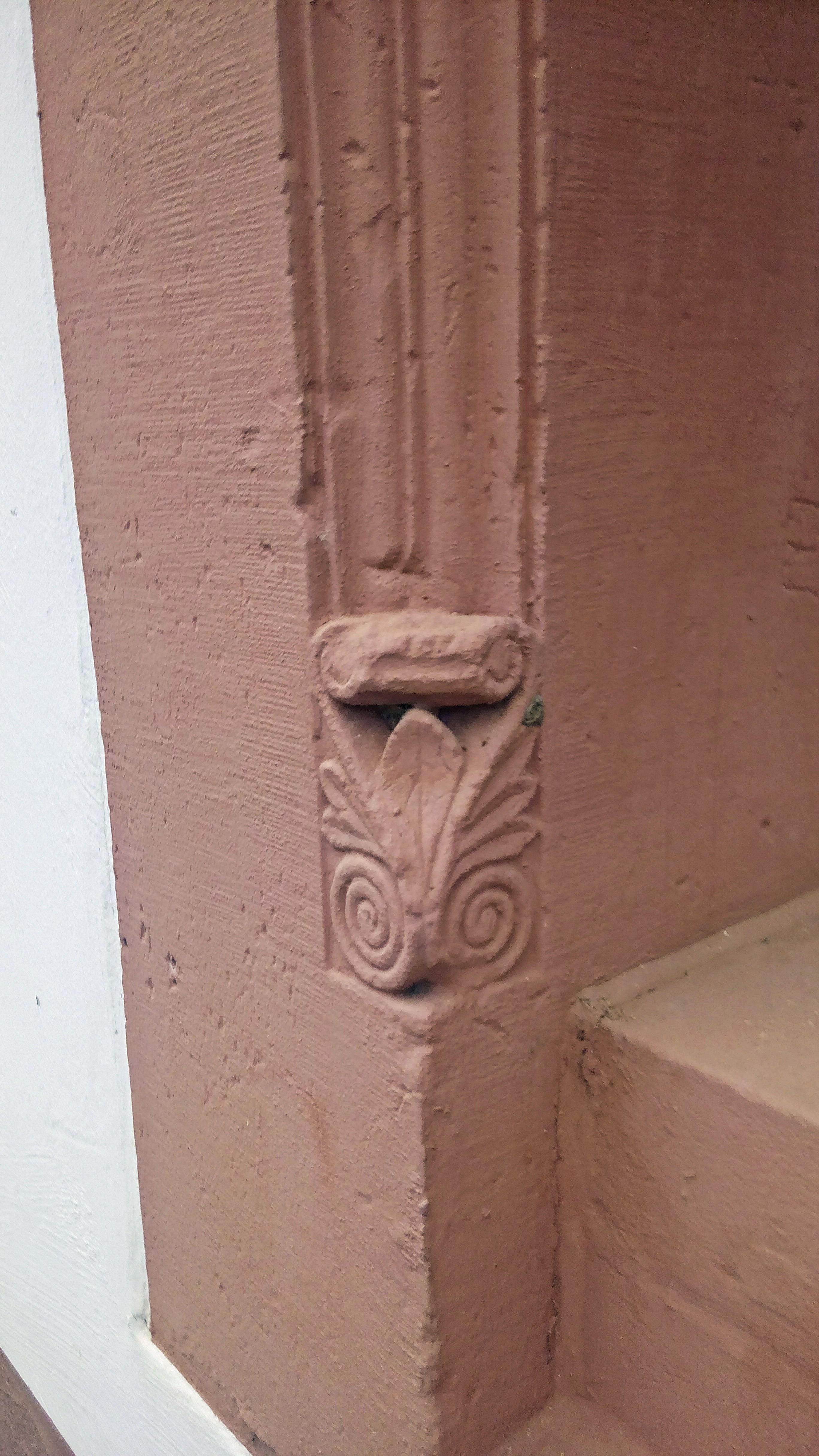
Renaissancefenster Südseite, Detail
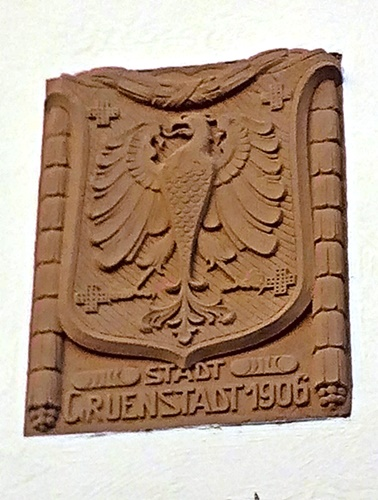
Wappenstein von 1906
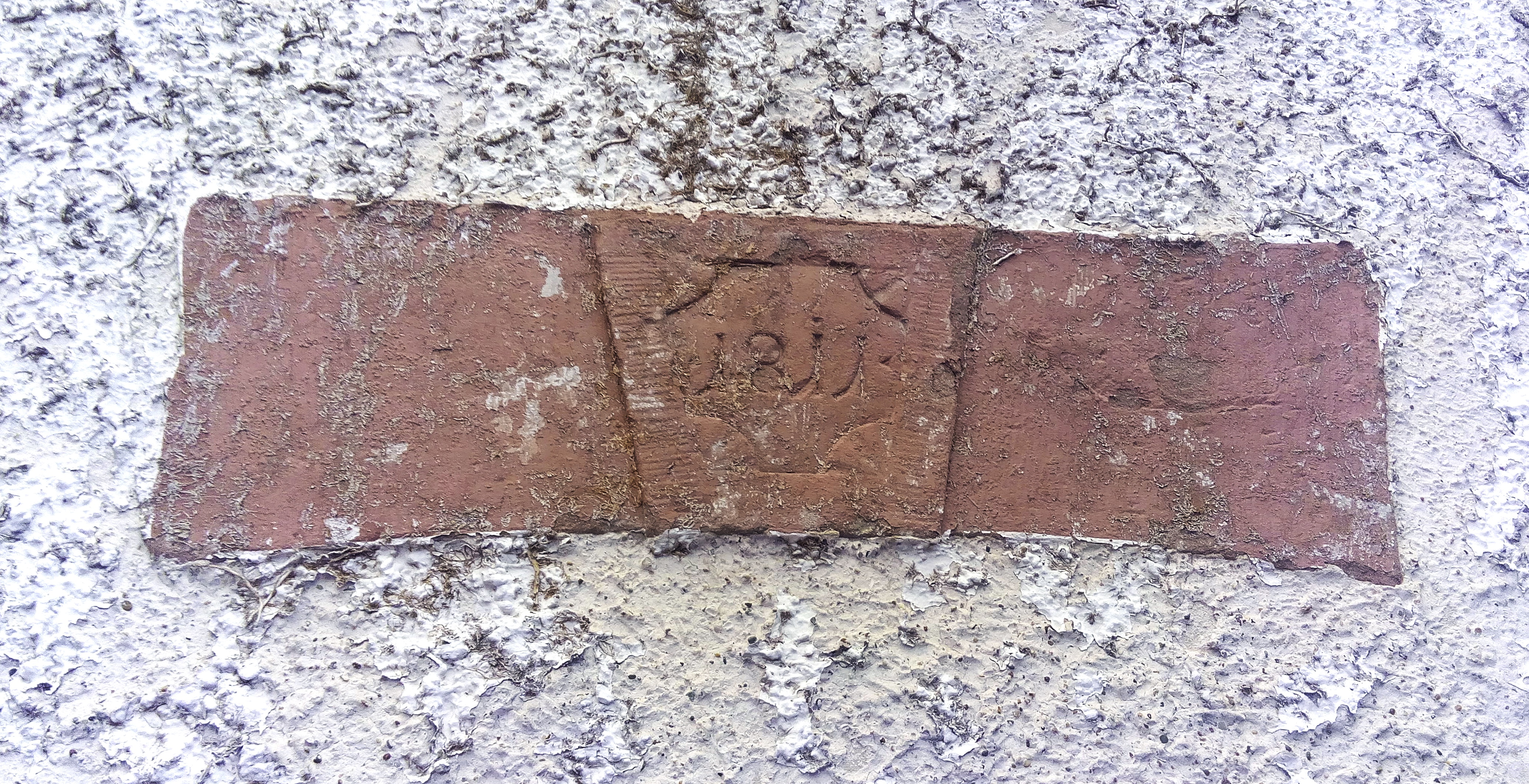
Alter Türsturz von 1811
Ratssaal, historische Aufnahme, 1907
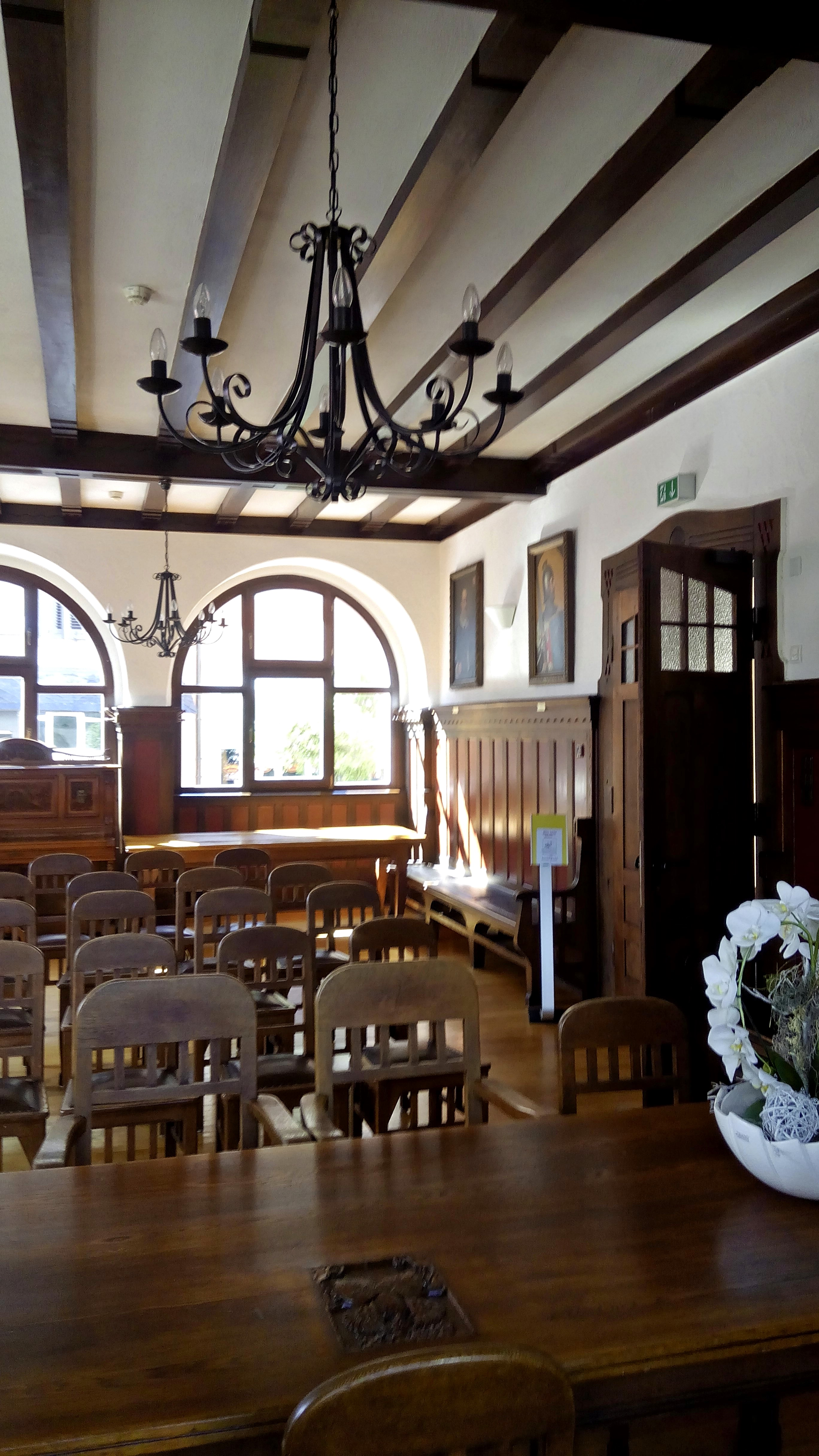
Historischer Ratssaal von 1906
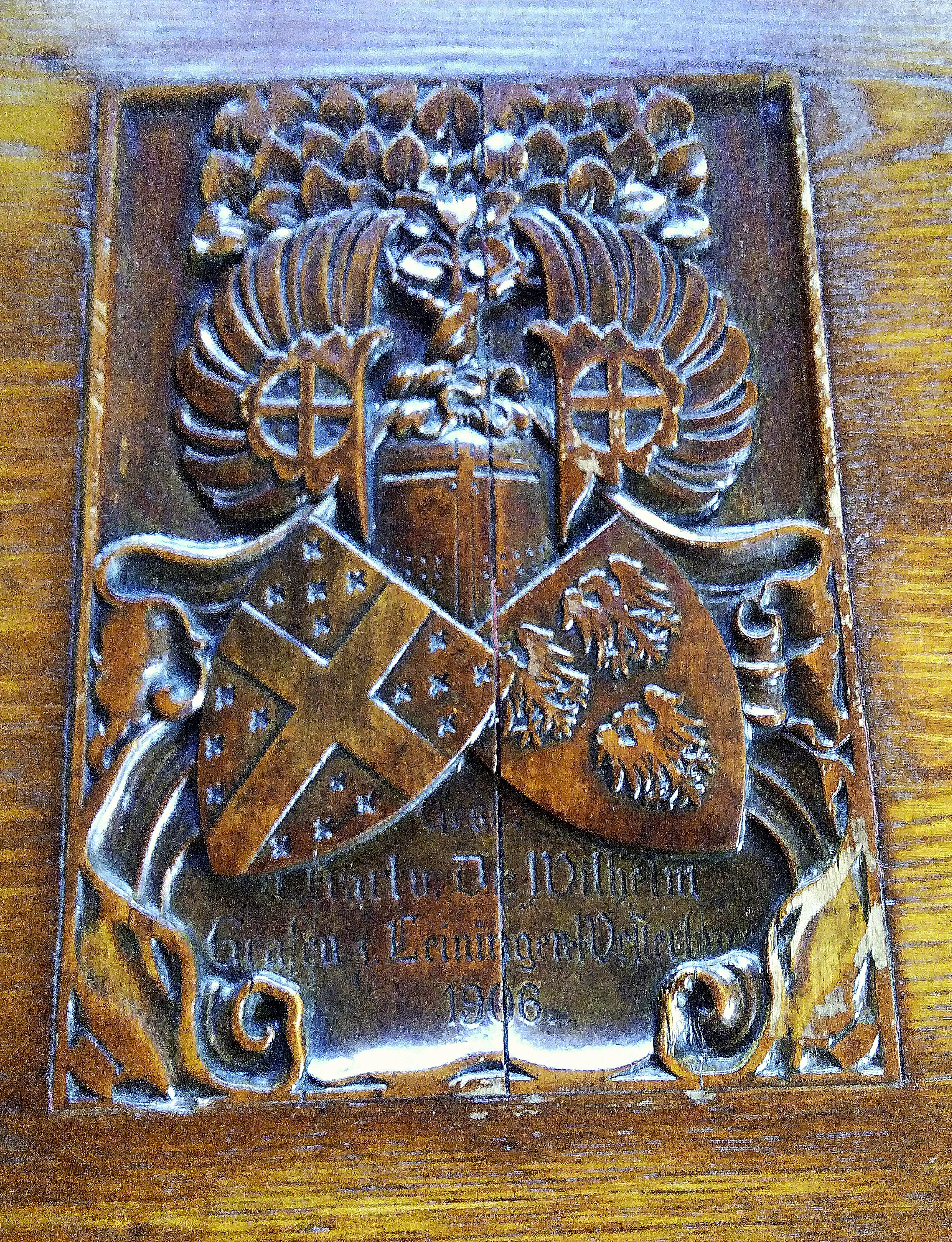
Historischer Ratssaal, Stifterinschrift der Grafen zu Leiningen
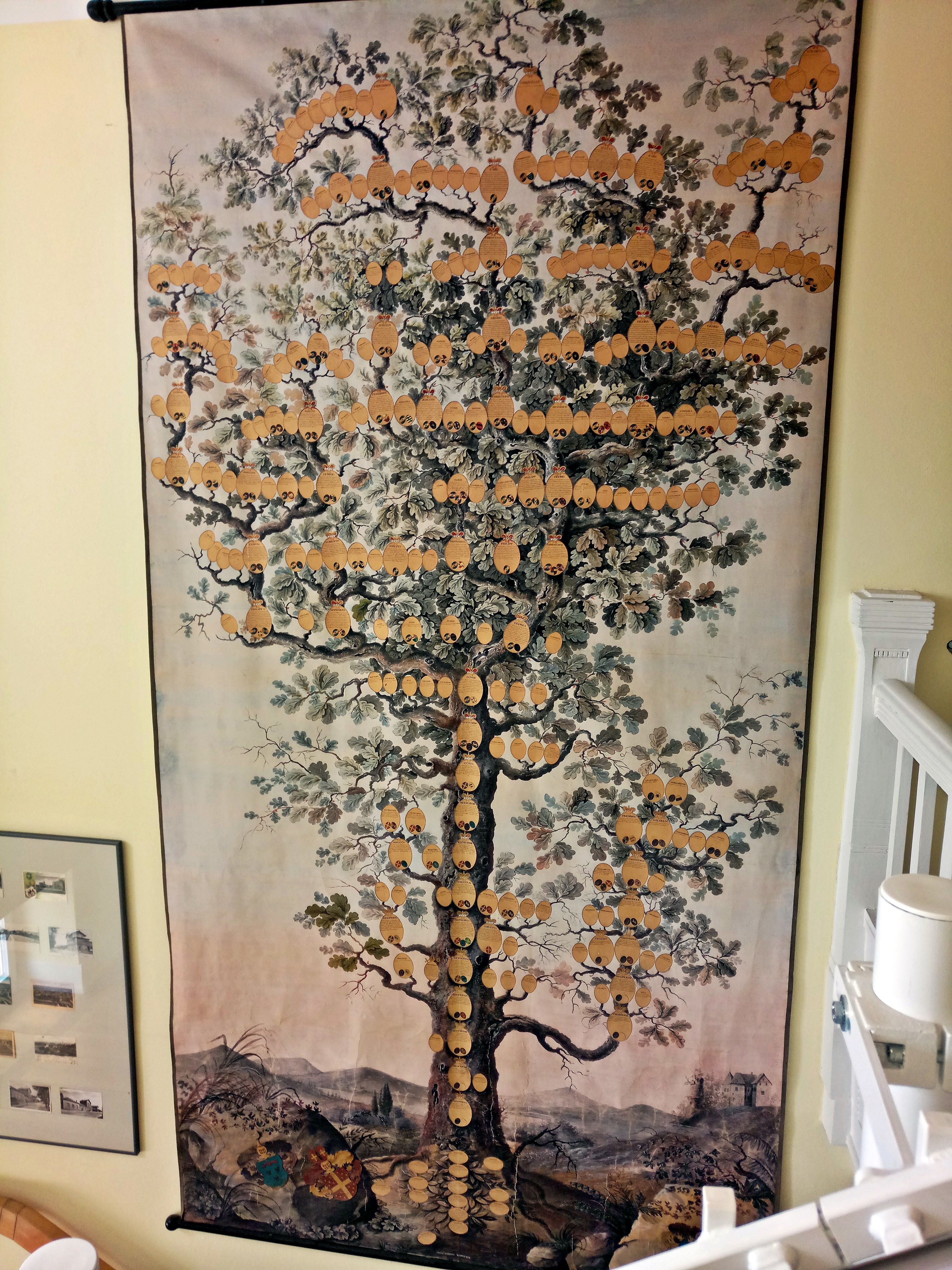
Leininger Stammbaum, gefertigt durch Florian von Macchio, 1830
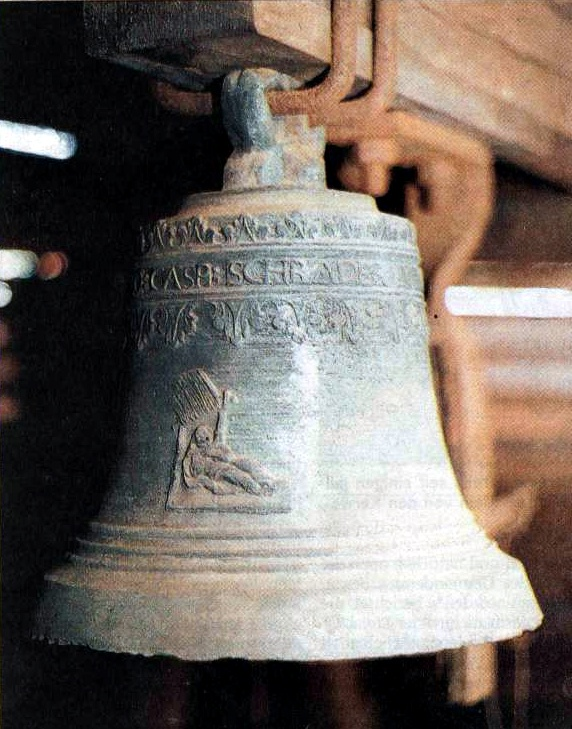
Glocke von 1751
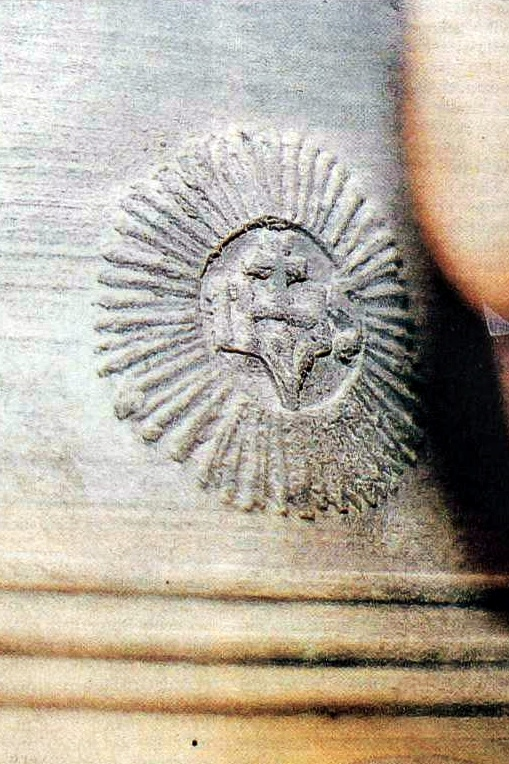
Glocke von 1751; IHS Monogramm
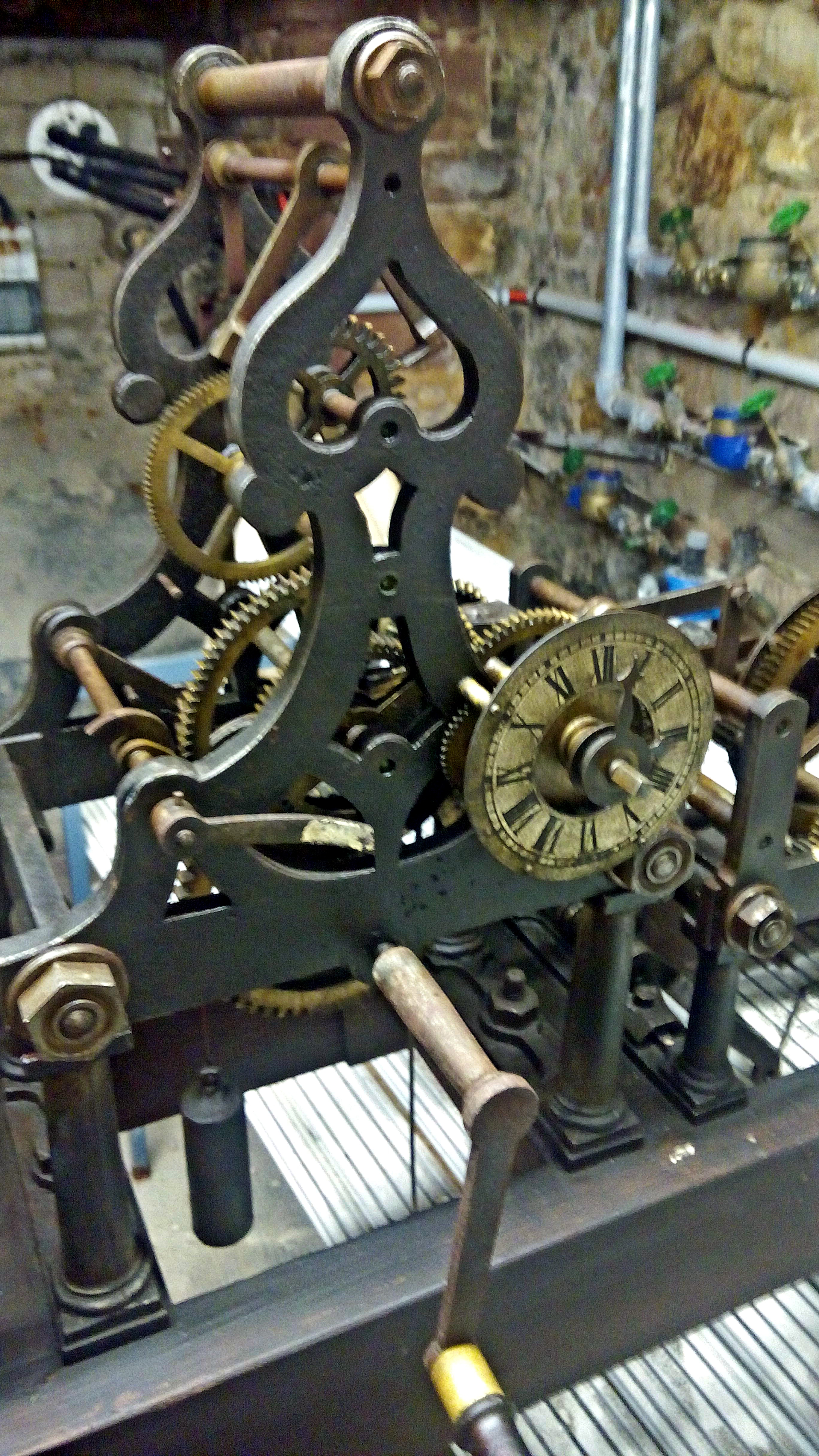
Altes Turm-Uhrwerk, um 1870
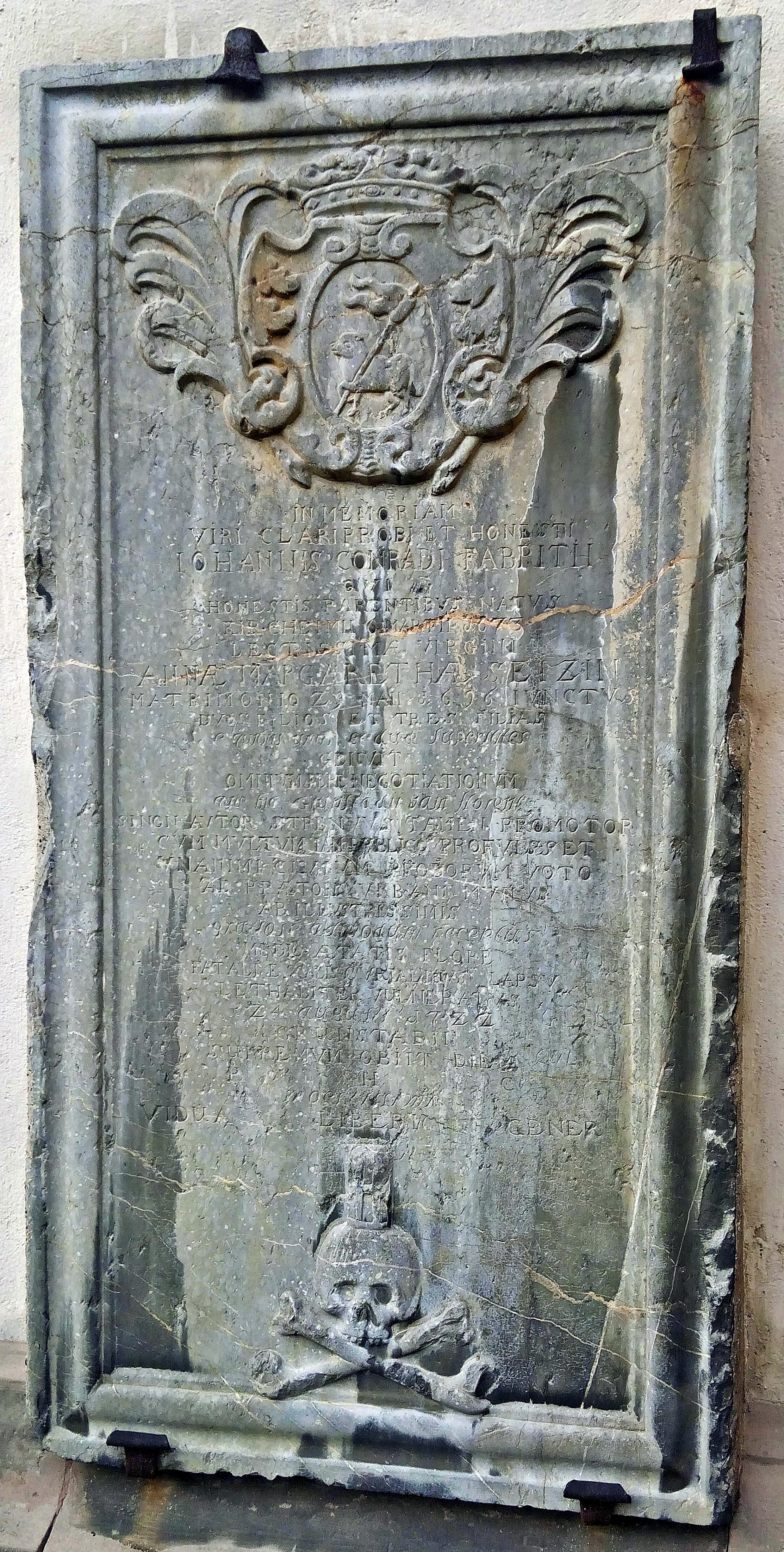
Epitaph Schultheiß Johann Conrad Fabritius († 1722), der sich hier zu Tode stürzte